# Geziel Gomes
Geziel Nunes Gomes (Bacabal, 27 de julho de 1940) é um Ministro do Evangelho, conferencista e escritor brasileiro.
O Pastor Geziel, fundou em 1999 a Igreja Evangelica Missionária Canaã, e em 2010 fundou a União das Igrejas Missionárias Canaã (ÚNICA). É proprietário da Editora Nova Esperança.

## Biografia
Filho do Pastor Francisco Assis Gomes, que foi Ministro do Evangelho por 50 anos no Brasil, e de Izabel Nunes Gomes. É casado com Maura de Oliveira Gomes, com quem teve uma filha e cinco filhos pastores: Queila, Jadhiel, Joel, Geziel, Jeriel e Jesimiel.
Foi ordenado ao Sagrado Ministério no dia 11 de maio de 1960, no templo da Assembléia de Deus em São Cristovão.
Pastoreou igrejas nos bairros de Olaria, Rio Comprido e Ilha do Governador na cidade do Rio de Janeiro, além das cidades de Caxambu, em Minas Gerais, Sobradinho, no Distrito Federal, Recife, em Pernambuco, em Framingham, nos Estados Unidos, e em Indaiatuba, São Paulo . Exerceu atividades missionárias nos Estados Unidos por 15 anos, morou na Califórnia, e atualmente reside na Florida, Estados Unidos. Exerce ministério itinerante pelo Brasil e diversos países, pregando a Palavra de Deus, e realizando conferências e seminários.
Formou-se em jornalismo em 1959, e possui doutorado em teologia pelo The Living Light Bible College and Theological Seminary. É autor de 41 livros, co-autor de 3 livros, e autor da Pequena Enciclopédia Temática da Bíblia.
Foi o pastor escolhido para celebrar  o culto ecumênico concelebrado no Salão Negro do Congresso Nacional do Brasil, no dia da Sessão Solene em que foi promulgada a atual Constituição Brasileira, no dia 5 de outubro de 1988 .
Foi um dos secretários da Convenção Geral das Assembleias de Deus no Brasil  por quatro mandatos, foi revisor e depois redator do Mensageiro da Paz, órgão de imprensa oficial da CGADB, ministrou aulas e foi comentarista de diversas revistas da Escola Dominical , e é membro do Comitê do Pacto de Lausanne de Evangelização Mundial.